# Jacek Kosiński
Jacek Kosiński pseudonim "Magilla" – polski wokalista punkrockowy. 
W 1980 r., był współzałożycielem jednego z pierwszych wrocławskich zespołów punkowych – Zwłok, w którym udzielał się jako wokalista. Razem z zespołem uczestniczył w jego największych sukcesach: występie na festiwalu Nowa Fala na Odrze w czerwcu 1981 r., oraz dwukrotnym zwycięstwie w latach 1981 i 1982 na przeglądzie dolnośląskich zespołów rockowych Muzyczny Start organizowanym pod patronatem wrocławskich ośrodków Polskiego Radia i Telewizji Polskiej. Po rozpadzie Zwłok, Magilla udzielał się jako wokalista w metalowym zespole AK-47. 
W 2012 r., uczestniczył w reaktywacji Zwłok z okazji 30-lecia zakończenia działalności zespołu i przy okazji realizacji filmu dokumentalnego "Za to że żyjemy, czyli punk z Wrocka" w reż. Tomasza Nazubana. Podczas historycznego koncertu Back To Punk we wrocławskim klubie Łykend, przy ul. Podwale 37/38 – 25 maja 2012 r., poza reaktywowanymi Zwłokami wystąpił również zespół Polo Pot Boys istniejący w latach 1985–1988, Stan Oskarżenia, Latające Odchody i Kristafari Sound System.